# Březina (powiat Ołomuniec)
Březina – wieś, część gminy Luká, położona w kraju ołomunieckim, w powiecie Ołomuniec, w Czechach.